# Olginate
Olginate är en ort och kommun i provinsen Lecco i regionen Lombardiet i Italien. Kommunen hade 7 039 invånare (2018).